# 영국령 버마
영국령 버마(British rule in Burma)는 1824년부터 1948년까지 미얀마에 존재하던 영국의 식민지이다. 1942-1945년에는 일본의 식민지였다. 세 번의 영국-버마 전쟁으로 식민지가 되었다.

## 배경
버마는 당시 인도차이나 반도에서 가장 강력한 나라였다. 그러나 국경을 맞댄 영국령 인도 제국의 통치자인 영국은 호시탐탐 버마 침략의 기회를 노리고 있었다. 1820년대 초, 버마군은 영국령 인도와의 국경 근처에서 일어난 반란을 진압하러 갔다. 이 지역 주민들이 국경을 넘어 인도로 도망가자, 버마군도 국경을 넘어 영국령 인도에 침범하였다. 이것은 침략 기회를 노리고 있던 영국에게는 큰 기회였다. 영토 침범을 이유로 영국은 즉각 버마에 군사를 출동시키고 전쟁을 선포하였다. 이렇게 제1차 영국-미얀마 전쟁이 일어났다. 영국은 순식간에 버마의 수도 양곤에 상륙하였다. 그리고 버마의 장군 밴둘라가 전사하고 도시들은 파괴되었다. 승리자 영국은 미얀마의 주요 도시 아라칸, 아삼 등 주요 도시들을 빼앗았다. 하지만 영국의 야망을 사라질줄 몰랐고 1852년, 제2차 영국-미얀마 전쟁이 일어났다. 이 전쟁으로 미얀마의 저지대 지방이 합병되었다. 그리고 1885년에는 미얀마무역회사가 반출량을 잘못 보고하여 제3차 영국-미얀마 전쟁이 일어났다. 마침내 미얀마의 고지대 지방까지 점령되면서 1886년 1월 1일 정식으로 미얀마를 합병하였다. 본격적인 영국령 버마는 이때부터 시작되었다. 영국은 꼰바웅 왕조를 쫓아내고 군주제와 귀족 등 계급정책을 박탈하였으며 왕의 옥좌는 콜카타박물관로 가져갔다. 그러나 영국의 미얀마 지배는 조금 특이했다. 영국은 꺼인족 등 미얀마의 소수민족에게는 자치는 허용하여 간접통치를 하였지만, 미얀마의 다수족인 버마족에게는 직접 통치를 시행하였다. 안그래도 버마족과 소수민족은 사이가 안 좋은데 영국이 불난 집에 부채질한 셈이 된 것이다. 결국 이것은 갈등을 더욱 심화시켰다. 게다가 영국은 버마족보다 소수민족을 크게 우대하여 경찰, 군인, 관료, 중요한 인물 등 모두 소수민족이 차지하고 말았다. 그리고 영국은 인도인의 미얀마 이주를 허용하여 1931년에는 미얀마 인구의 7%가 인도인이 될 정도로 늘었고 이들은 미얀마의 은행, 상점 등 경제권을 완전히 장악했다. 특히 수도 양곤은 3분의 2가 외국인으로 가득 찼고 그중 무려 53%가 인도인이였다. 영국은 미얀마를 통치하면서 버마족을 크게 차별했고, 전혀 사업화 시킬 의지가 없어서 계속 농촌국가로 유지하게 하였다. 이러한 판단으로 영국은 곡식 생산을 크게 권장하여 1905년에는 아시아 최대의 쌀 수출국이 되었다. 1920년대, 아시아 전역에는 민족주의가 생겨나기 시작했다. 미얀마에는 민족주의가 싹트기 시작하였다. 그러나 이 민족주의 운동은 오직 버마족을 위한 것이었다. 영국은 전혀 이 운동에 협조하지 않는 소수민족을 동원하여 진압하였다. 그러나 1939년 제2차 세계 대전이 일어나면서 미얀마의 사정을 달라지기 시작하였다.

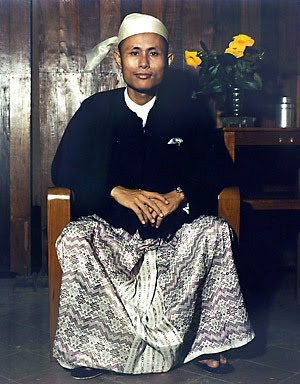
미얀마의 독립지도자 아웅산

### 일본의 점령과 아웅산의 등장
1939년 2차 세계대전이 터지자 영국, 프랑스는 온 힘을 유럽에 쏟아부었다. 프랑스는 나치 독일에 점령당하여 프랑스령 인도차이나는 공백 상태가 되고 영국은 식민지에는 신경을 쓰지도 않았다. 이 때를 타 태평양 전쟁을 일으킨 일본은 프랑스령 인도차이나를 점령하였다. 이때 미얀마에는 전설적인 민족지도자가 나타났다. 바로 아웅산이었다. 그는 일본에서 군사 훈련을 받은 30인의 동지 일원이다. 1942년 아웅산은 일본과 함께 미얀마로 돌아와 미얀마의 독립을 주도하였다. 결국 일본은 영국을 내쫓고 미얀마를 차지하였다. 그리고 괴뢰정권인 버마 자유주를 만들었다. 미얀마는 해방자 일본을 열렬히 환영했지만 그들이 더 악랄한 침략자임이 밝혀지자, 아웅산과 동지들은 일본에게 반항하였다. 그들은 반파시스트 인민자유동맹을 조직하고 결렬히 일본에 저항했다. 마침내 1945년 5월 일본이 3년간의 미얀마 통치를 끝내고 물러갔다. 그리고 승전국 영국은 미얀마로 다시 돌아왔다. 그들은 전혀 미얀마를 독립시켜줄 생각이 없었다. 이와중에 아웅산은 런던으로 가서 담판을 벌였다. 그는 뛰어난 말투로 미얀마의 독립을 이끌어냈다. 그러나 1947년 7월, 아웅산과 6명의 요원이 암살되는 사건이 터졌다. 그리고 아웅산의 동지인 우 누가 총리에 취임하였다. 1948년 1월, 미얀마는 드디어 소수민족 거주 지역인 고지대지역을 합쳐 미얀마 연방으로 독립하였다. 그리고 100년이 넘게 통치한 영국도 드디어 철수했고, 미얀마는 독립되었으나 이것은 곧 혼란과 폭동의 원인이 된다.

## 민족
1900년 영국령 버마 민족통계에 따르면 70%이상이 버마족이다. 그러나 소수민족과 버마족의 갈등은 끝내 내전으로 이어진다. 소수민족들은 대부분 고지대지역에 살면서 독립을 요구하였다.

## 영국령 인도와의 합병 시기
사실적으로 1937년까지는 미얀마는 인도와 합병돼 있었다. 영국은 미얀마인의 요구에 자치를 허용해 준 것이다.